# سینتاوتای
سینتاوتای (به لاتین: Sintautai) یک منطقهٔ مسکونی در لیتوانی است که در شهرستان ماریامپوله واقع شده‌است. سینتاوتای ۵۲۰ نفر جمعیت دارد.